# Cynewulf av Wessex

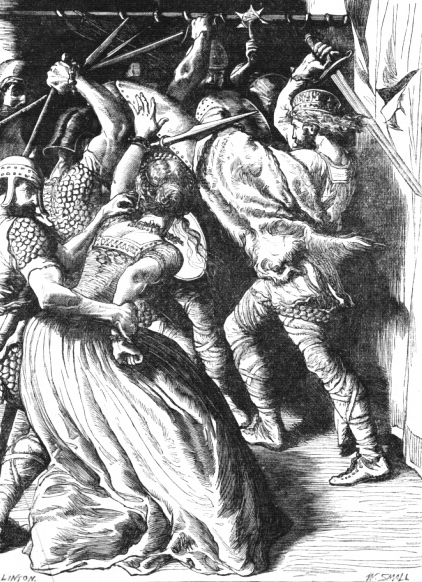
Mordet på Kung Cynewulf av Wessex

Cynewulf av Wessex, död 786, var en engelsk monark. Han var kung av Wessex 757–786.